# Луків (Словаччина)
Лу́ків (Лу́ков, словац. Lukov) — село, громада в окрузі Бардіїв, Пряшівський край, північно-східна Словаччина. Кадастрова площа громади — 28,59 км².

## Історія
Перша згадка про село Луків датується 1264-им роком. Населене українцями, але після Другої світової війни — під загрозою переселення в УРСР — абсолютна більшість селян переписалася на словаків та русинів.
В середині XVIII ст.частина русинського населення переселилась у Воєводину.
1943 року до села приєднано селище «Венеція», у якому в минулому майстри з італійського острова Мурано, що біля Венеції, заснували скляну гуту, а на згадку про свою батьківщину відповідно назвали і поселення.

## Населення
| Рік:            | 1993 | 2003     | 2013    | 2023    |
| --------------- | ---- | -------- | ------- | ------- |
| Кількість осіб: | 454  | 567      | 612     | 649     |
| Різниця:        |      | +24,88 % | +7,93 % | +6,04 % |

| Рік:            | 2022 | 2023    |
| --------------- | ---- | ------- |
| Кількість осіб: | 645  | 649     |
| Різниця:        |      | +0,62 % |

В селі проживає 603 осіб.
Національний склад населення (за даними останнього перепису населення — 2001 року):
- словаки — 93,39%
- русини — 3,39%
- українці — 1,25%
- цигани — 0,71%

Склад населення за приналежністю до релігії станом на 2001 рік:
- православні — 48,57%,
- греко-католики — 36,61%,
- римо-католики — 5,54%,
- не вважають себе віруючими або не належать до жодної вищезгаданої церкви- 6,07%

## Транспорт
Автошлях 3183 (Cesty III triedy) I/77, Мальцов — Луків — III/3480, Лівов, долиною і уздовж річки ?(притоки, басейну?) Топля.

## Пам'ятки
В селі є дерев'яна православна церква святого Козми і Дем'яна з 1709 р. У 1740 році вона була реконструйована. Там містилися цінні ікони 16-го — 17-го століття.  На сьогодні православна церква святого Козми і Дем'яна вважається пам'яткою культури національного значення. У селі є також інша православна церква, побудована у 1800 році й мурована в стилі класицизму.